# 2002
Évszázadok: 20. század – 21. század – 22. század
Évtizedek: 1950-es évek – 1960-as évek – 1970-es évek – 1980-as évek – 1990-es évek – 2000-es évek – 2010-es évek – 2020-as évek – 2030-as évek – 2040-es évek – 2050-es évek
Évek: 1997 – 1998 – 1999 – 2000 –  2001 – 2002 – 2003 – 2004 – 2005 – 2006 – 2007
- az ökoturizmus nemzetközi éve

## Fontosabb események

### Január
- január 1.
  - Készpénzként is forgalomba kerül az euró, az Európai Unió hivatalos valutája, mely 12 országban váltja fel a korábbi nemzeti valutákat.
  - Győr egyetemi város lesz: a korábbi műszaki főiskola Széchenyi István Egyetem néven működik tovább.
- január 11. – Megérkeznek az első, terrorgyanúval őrizetbe vett személyek a Kuba szigetén lévő guantánamói amerikai támaszpontra, aminek egy részét fogolytáborrá alakították. (A csúcsponton több mint félezer embert tartottak itt, a számuk 2021-re 39 főre csökkent. Köztük volt Khalid Sejk Mohamed, a 2001-es terrortámadás megtervezője.)[1]
- január 17. – Kitör a Kongói Demokratikus Köztársaság területén található Nyiragongo vulkán, körülbelül 400 000 embert kell kitelepíteni.
- január 18. – Magyarország, Románia, Szlovákia és Ukrajna képviselői aláírják Budapesten azt a megállapodást, melynek értelmében feláll a Többnemzetiségű Műszaki Zászlóalj.[2]
- január 22. – Az AOL Time Warner Inc. beperli a Microsoft Corporationt, kárpótlást követelve, mert az AOL Netscape Navigator böngészője hátrányos helyzetbe került, amikor a Microsoft megjelentette és operációs rendszerével terjesztette saját böngészőjét.
- január 23. –  A tárnoki Radics Attila és családjának eltűnése.

### Február
- február 8. – Az 1991 óta tartó algériai polgárháború lezárása.
- február 14. – A kabuli repülőtéren az elutazásukra napok óta váró dühödt zarándokok agyonverték Abdul Rehmant, az afgán átmeneti kormány légi forgalmi és turisztikai miniszterét.

### Március
- március 6. – Letartóztatják a Szabó Zoltánt, a balástyai rémet.
- március 16. – Két ismeretlen fegyveres agyonlövi a kolumbiai Cali városának érsekét, Isaías Duarte Cancinót. (Az egyházi vezető kórházba szállítás közben belehalt sebeibe.)

### Április
- április 26. – A kelet-németországi Erfurt egyik iskolájában 17 tanulót és tanárt meggyilkolja az egy kicsapott diák, aki végül önmagával is végez.

### Május
- május 6. – Hilversum városában fejbe lövik Pim Fortuynt, a Leefbaar Nederland (Élhető Hollandia) nevű holland szélsőjobboldali mozgalom vezérét, aki belehal sérüléseibe.
- május 9.
  - A móri bankrablás.
  - Megnyílik Ferencvárosban a Kultiplex.
- május 16. – Oroszország, Irán és India megállapodik az Észak-Dél Közlekedési Folyosó (NSTC) kiépítésében. [3] [4]
- május 23. – Az első olyan Eurovíziós Dalverseny, amelyet egy volt szovjet tagállamban, Észtországban rendeznek.
- május 25. – A China Airlines 611-es járatának katasztrófája
- május 26. – Az Arkansas folyóba omlik egy autópályahíd, miután nekiütközik egy uszály; 13 halottat emelnek ki a folyóba zuhant gépkocsikból.
- május 27. – Megalakul a Medgyessy-kormány.[5]

### Június
- június 1. – Olasz zászlóalj részeként kezdi meg működését Boszniában az a 150 fős magyar katonai rendfenntartó alakulat, amely a szolnoki könnyű vegyes ezred katonáiból áll.
- június 17. – Megalakítják a Tiranában állomásozó NATO-parancsnokságot (NATO HQ Tirana – NHQTi) tanácsadói feladatok ellátása céljából, valamint hogy támogassa az albán hatóságokat (elsősorban az albán védelmi vezetés).

### Július
- július 1. – Németország felett egy Tupolev-Tu-154M és egy Boeing 757-23APF összeütközik a levegőben überlingen közelében. (Senki sem éli túl.)
- július 5. – Algéria fővárosának közelében 29 ember meghal, 37 pedig megsebesül, amikor pokolgép robban Larbaa piacán.
- július 6. – Kabul központjában levő hivatala előtt ismeretlen fegyveresek meggyilkolják Abdul Kadirt, Afganisztán – 2002. június 22-én hivatalba lépett – pastu nemzetiségű alelnökét, a kormány közmunkaügyi miniszterét.
- július 27. – Lezuhan egy Szu–27-es repülőgép Ukrajnában egy légiparádén. (A halálos áldozatok száma 78, a sérülteké több mint 100. Az eddigi történelem legsúlyosabb légibemutató-balesete.)

### Augusztus
- augusztus 20. – A magyarországi árvíz miatt a nemzeti ünnepre tervezett délutáni programok és az esti tűzijáték elmaradt.[6]
- augusztus 24. – A harmadik Budapest Parádé
- augusztus 25. – Eltűnt Ivan Stambolić egykori szerb elnök, akinek holttestét 2003 márciusában találták meg. A politikus elrablását és kivégzését Rade Markovićnak, a miloševići titkosszolgálat egykori teljhatalmú főnökének parancsára hajtotta végre az akkori állambiztonsági kommandó, a vörössapkás osztag öt tagja.

### Szeptember
- szeptember 26. – 1,863 emberrel a fedélzetén elsüllyed a Le Joola komphajó.

### Október
- október 11. – a finnországi Vantaában, a Myyrmanni bevásárlóközpontban elkövetett bombatámadás hét embert ölt meg és 166 embert megsebesített.
- október 14. – Az IRA politikai kémkedési botránya miatt a protestánsok elvetik a közös kormányzást a szervezet politikai szárnyával, a Sinn Féinnel, ezért London ismét visszaveszi az ellenőrzést a tartomány fölött.
- október 23–26. – Csecsen fegyveresek a moszkvai Dubrovka Színházban túszul ejtik a 850 fős közönséget. (A mentőakcióban 204 túsz és mind a 40 merénylő meghalt.)[7]

### November
- november 13.  – Prestige olajkatasztrófa.
- november 21–22. – A NATO állam- és kormányfőinek prágai csúcsértekezlete, melyen elkötelezik magukat a szövetség átalakítása mellett.
- november 25. – Sikertelen merényletet kísérelnek meg Saparmyrat Nyýazow, Türkmenisztán elnöke ellen.

### December
- december 4. – Teljes napfogyatkozás Dél-Afrikában.

## Az év témái

### 2002 az irodalomban
- Somlyó György: Ahol van (versek 1997–2002), Jelenkor
- Böszörményi Gyula: Gergő és az álomfogók

### 2002 a zenében
- Aaliyah: I Care 4 U
- Ace of Base: Da Capo
- ATB: Dedicated
- Avril Lavigne: Let Go
- Atomic Kitten: Feels So Good
- Beck: Sea Change
- Blind Guardian: A Night at the Opera
- Bonnie Tyler: Heart & Soul / Heartstrings
- Blue: One Love
- Brandy: Full Moon
- Boston: Corporate America
- Bryan Adams: Spirit: Stallion of the Cimarron
- DJ BoBo: Celebration
- Charlie: Soul & Jazz
- Joe Cocker: Respect Yourself
- Céline Dion: A New Day Has Come
- Coldplay: A Rush of Blood to the Head
- Crystal: Fújja el a szél
- Christina Aguilera: Stripped
- Craig David: Slicker Than Your Average
- David Guetta: Just a Little More Love
- Desperado: Desperado Gyere és álmodj!
- Dopeman: Az Országház Fantomja
- Eminem : The Eminem Show
- Enrique Iglesias: Quizás
- Fresh: Ringass Most El! / 2000
- Ganxsta Zolee és a Kartel: Gyilkosság Rt.
- Girls Aloud: Sound of the Underground
- Good Charlotte: The Young and the Hopeless
- Groove Coverage: Covergirl
- Help: A szerelemért
- Jay Chou: The Eight Dimensions
- Jennifer Lopez: This Is Me... Then
- Justin Timberlake: Justified
- Juanes: Un Día Normal
- Karányi: Oktogon
- Karda Beáta: Újjászületés
- Katona Klári: Ünnep
- Kate Ryan: Different
- Kovács Kati: Gyere, szeress!
- Kovács Ákos: Vertigo / Új törvény / Tarzan
- Kozmix: Szárnyak nélkül
- Mariah Carey: Charmbracelet
- Martin Solveig: Sur la terre
- Las Ketchup: Hijas del Tomate
- Maroon 5: Songs About Jane
- Mauro Picotto: The Others
- Motörhead: Hammered
- Mariah Carey: Charmbracelet
- Mike Oldfield: Tr3s Lunas
- Missy Elliott: Under Construction
- My Chemical Romance: I Brought You My Bullets, You Brought Me Your Love
- Nancy Sinatra: California Girl
- Nelly: Nellyville
- Nevergreen: Ezer világ őre
- New Found Glory: Sticks and Stones
- Nine Inch Nails: And All That Could Have Been, Still
- Nightwish: Century Child, Ever Dream, Bless the Child
- No Angels: Now... Us!
- Oasis: Heathen Chemistry
- Pa-dö-dő: Tuinvan. Marivan. Györgyivan. Közösvan.
- Panjabi MC: Mundian To Bach Ke
- Papa Roach: Lovehatetragedy
- Pearl Jam: Riot Act
- Prezioso Feat. Marvin: We Rule The Danza
- Red Hot Chili Peppers: By the Way
- Romantic: A kelet fényei
- Roger Waters: Flickering Flame: The Solo Years Vol. 1
- Robbie Williams: Escapology
- Robert Plant: Dreamland
- Roxette: The Ballad Hits
- Sarah Connor: Unbelievable
- Sárközi Anita: Vallomások
- Sade: Lovers Live
- Sean Paul: Dutty Rock
- Shakira: Grandes éxitos
- Shania Twain: Up!
- Snoop Dogg: Paid tha Cost to Be da Boss
- Simple Plan: No Pads, No Helmets… Just Balls
- Sinéad O’Connor: Sean-Nós Nua
- Sean Combs: We Invited the Remix
- Sum 41: Does This Look Infected?
- Sugababes: Angels with Dirty Faces
- Supertramp: Slow Motion
- Sweetbox: Jade
- Szandi: Minden percem a szerelemé
- Pet Shop Boys: Release
- Phil Collins: Testify
- Tankcsapda: Baj van!!
- T.A.T.u: 200 km/h in the Wrong Lane
- Tina Charles: I Love to Love - remix album
- Thalía: Thalía
- Tolcsvay László: 12 nő
- Toni Braxton: More Than a Woman
- TLC: 3D
- United: Keserű méz
- Vanessa Amorosi: Change
- V-Tech: Búcsúzz el
- Westlife: Unbreakable – Greatest Hits vol. 1
- Whitney Houston: Just Whitney…
- Zanzibar: Ugyanaz vagyok
- Zséda: Zséda

### 2002 a politikában
- január 30. – Slobodan Milošević azzal vádolja az ENSZ háborús bűnök bíróságát, hogy az „aljas támadást” intézett ellene.
- február 12. – Megkezdődik Jugoszlávia volt elnökének, Slobodan Milošević-nek a tárgyalása az ENSZ háborús bűnök bíróságán, Hágában.
- március 3. – São Tomé és Príncipe: törvényhozói választások
- március 17. – Portugália: parlamenti választások
- március 31. – Ukrajna: parlamenti választások
- április 7. – Magyarország: parlamenti választások
- április 21. – Magyarország: a parlamenti választások második fordulója
- május 6. – Pim Fortuynt, a populista Pim Fortuyn Listája (LPF) párt vezetőjét a holland választási kampány során meggyilkolja egy baloldali aktivista
- május 12. – Jimmy Carter volt amerikai elnök ötnapos látogatást tesz Fidel Castrónál Kubában, ezzel az első olyan amerikai elnök, aki a diktátor 1959-es forradalma óta a szigeten tartózkodott.
- május 15. – Hollandia: alsóházi választások
- május 27. – megalakul a Medgyessy-kormány
- július 14. – A Bastille-napi ünnepségen merényletet próbálnak elkövetni Jacques Chirac ellen, de a francia elnök sérülés nélkül kerül ki az incidensből.
- november 2. – Kuvait betiltja az al-Dzsazíra arab hírtelevízió adásait, az objektivitás hiányára hivatkozva.
- november 3. – Szaúd-Arábia kormánya megtiltja, hogy területét az Amerikai Egyesült Államok hadserege bármilyen formában igénybe vegye egy esetleges iraki háború esetén.
- november 13. – Irak elfogadta a Biztonsági Tanács 1441.-es határozatát, mely felszólítja Irakot az azonnali lefegyverzésre, és a tiltott fegyverek megsemmisítésére. Iraknak biztosítania kell, hogy az ENSZ UNMOVIC, valamint a Nemzetközi Atomenergia-ügynökség munkatársai teljes körű ellenőrzést végezhessenek az iraki nukleáris berendezésekben és a hozzá kapcsolódó infrastrukturális létesítményekben.
- november 18. – Az Európai Unió tagországainak külügyminiszteri értekezlete 2004. május 1-jét javasolja a 10 tagjelölt ország, köztük Magyarország felvételének időpontjául.
- november 21. – Litvánia elkezdi csatlakozási tárgyalásait a NATO-val.
- november 28. – Az EU 6 tagjelöltje, köztük Magyarország is aláírja Brüsszelben azt az egyetértési nyilatkozatot, amellyel ezek az országok az unió polgári védelmi együttműködési rendszeréhez csatlakoznak.

### 2002 a sportban
- február 8–24. – XIX. Téli olimpiai játékok Salt Lake City, USA, 78 ország sportolói részvételével.
- március 17. – A Formula–1 világbajnokság második futama a maláj Sepang International Circuiten, Sepangban.
- május 31.–június 30. – 2002-es labdarúgó-világbajnokság, Dél-Korea és Japán, Világbajnok: Brazília, ötödik alkalommal.
- Michael Schumacher megnyeri az ötödik vb címét a Forma–1ben.
- A Zalahús Zalaegerszegi TE FC nyeri az NB1-et. Ez a klub első bajnoki címe.

### 2002 új világörökségi helyszínei

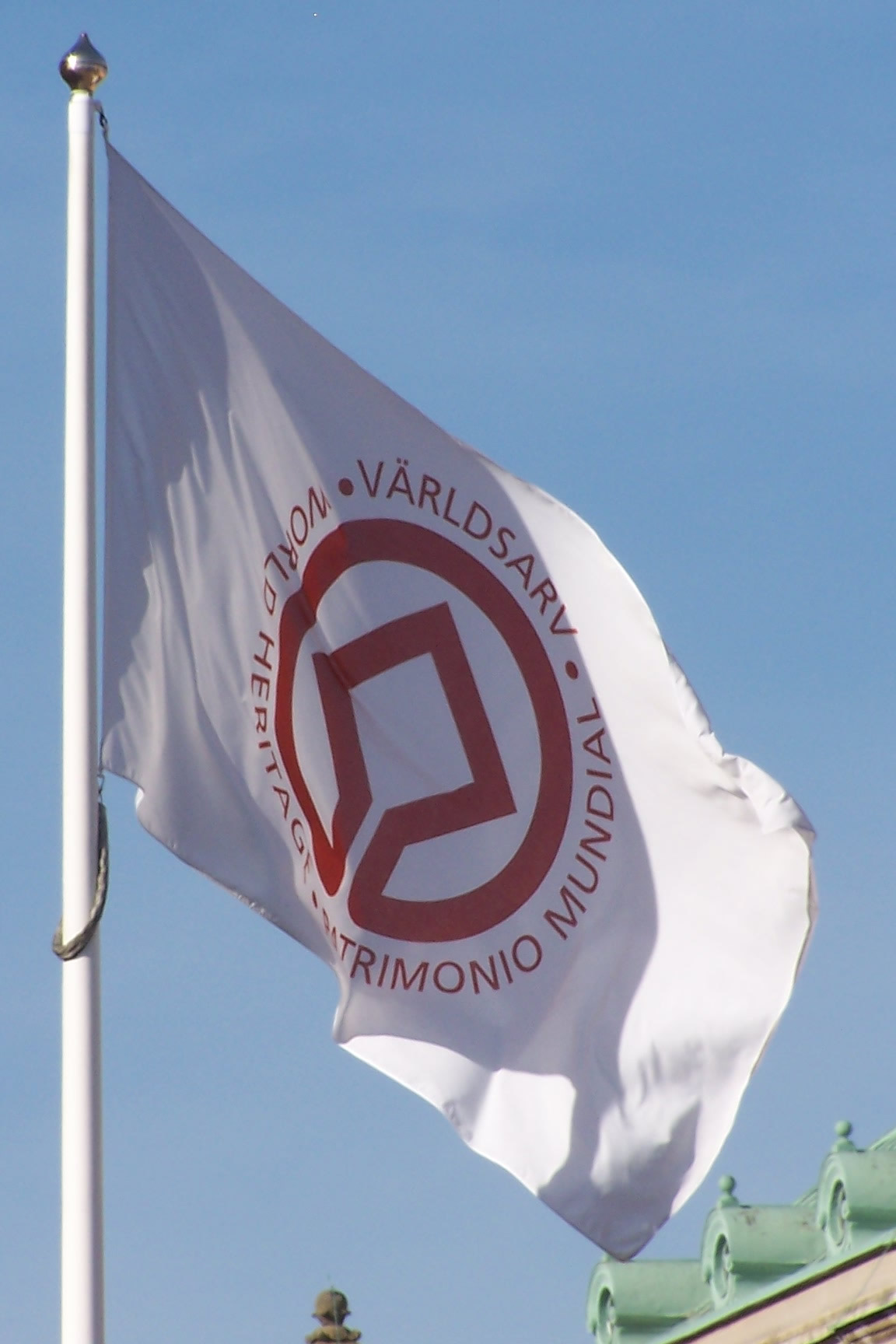
"Világörökség" zászlója

- Afganisztán: Dzsam minaretje és régészeti emlékhelyei
- Egyiptom: Szent Katalin-kolostor
- India: A Bodh-gajai Mahábodhi-templomkomplexum
- Magyarország: Tokaj-hegyaljai borvidék
- Magyarország: Millenniumi Földalatti Vasút
- Mexikó: Calakmul ősi maja városa, Campeche
- Németország: Stralsund és Wismar óvárosa
- Németország: A Rajna felső szakaszának völgye
- Olaszország: A Val di Noto késő barokk városai (Délkelet-Szicília)
- Suriname: Paramaribo történelmi belvárosa

### 2002 a kriminalisztikában
- móri bankrablás

## Születések
- január 25. – I Dzsongmin dél-koreai rövidpályás gyorskorcsolyázó, ifjúsági olimpikon
- január 25. – Lil Mosey amerikai rapper
- január 28. – Azahriah magyar előadó
- január 30. – Tyla dél-afrikai énekes és dalszerző
- március 10. – Jevhen Malisev ukrán sílövő († 2022)
- március 19. – Csang Szongu dél-koreai rövidpályás gyorskorcsolyázó, ifjúsági olimpikon
- március 28. – Mehringer Marci magyar énekes, zenész, zeneszerző
- április 11. – Mark Hafnar ifjúsági olimpiai ezüstérmes szlovén síugró
- április 22. – Ethan de Rose új-zélandi rövidpályás gyorskorcsolyázó, ifjúsági olimpikon
- május 2. – Thomas Nadalini olasz rövidpályás gyorskorcsolyázó, ifjúsági olimpikon
- május 31. – Moses Moody amerikai kosárlabdázó
- szeptember 7. – Li Kung-csao kínai rövidpályás gyorskorcsolyázó, ifjúsági olimpikon
- szeptember 8. – Luka Sučić osztrák születésű horvát labdarúgó
- szeptember 11. – Peyton Watson amerikai kosárlabdázó
- október 6.
  - Jonathan Kuminga kongói kosárlabdázó
  - Cleopatra Stratan, Pavel Stratan moldovai román énekes lánya, aki egyike a legfiatalabbként számontartott hivatásos énekeseknek
- november 1.
  - Ousmane Touré mali úszó, ifjúsági olimpikon
  - NLE Choppa amerikai rapper
- november 6. – Mya-Lecia Naylor brit színésznő († 2019)
- november 11. – Azzi Fudd amerikai kosárlabdázó
- november 22. – Brandon Miller amerikai kosárlabdázó
- december 23. – Finn Wolfhard kanadai színész

## Halálozások 2002-ben
- február 3. – Lukács Margit Kossuth-díjas magyar színésznő, a nemzet színésze (* 1914)
- február 9. – Margit brit királyi hercegnő, II. Erzsébet brit királynő húga (*1930)
- február 14. – Hidegkuti Nándor olimpiai bajnok magyar labdarúgó, az Aranycsapat tagja (* 1922)
- március 30. – Bowes-Lyon Erzsébet brit királyné, II. Erzsébet brit királynő édesanyja (* 1900)
- április 5. - Layne Staley, az Alice in Chains énekese (* 1967)
- április 10. – Hofi Géza Kossuth-díjas előadóművész (* 1936)
- május 26. – Orbán Ottó Kossuth-díjas magyar költő, esszéíró, műfordító  (* 1936)
- szeptember 19. – Hajdú Péter Széchenyi-díjas magyar nyelvész, egyetemi tanár, az MTA rendes tagja (* 1923)
- november 2. – Morvay Judit (*1923) néprajzkutató.
- december 2. – Marx György magyar fizikus, az MTA tagja (* 1927)
- december 11. – Schütz Ila Jászai Mari-díjas magyar színésznő, kiváló művész (* 1944)

## Nobel-díjak
| Fizikai            | * Raymond Davis Jr. (Pennsylvaniai Egyetem Fizikai és Csillagászati Kara, Philadelphia, USA) és Kosiba Maszatosi (Elemi Részecske Fizika Nemzetközi Kutató Központja, Tokiói Egyetem, Japán), a kozmikus neutrínók kutatásában elért eredményeikért - Riccardo Giacconi (Associated Universities Inc., Washington DC, USA), úttörő jellegű, a kozmikus röntgensugárzás felfedezéséhez vezető vizsgálataiért |
| Kémiai             | * John Fenn (Virginia Commonwealth University, Richmond, USA) és Koichi Tanaka (Shimadzu Corp., Kiotó, Japán), „olyan ionizációs deszorpciós (leválasztásos) módszer kidolgozásáért, amely biológiai makromolekulák tömegspektrométeres vizsgálatát könnyíti meg” - Kurt Wüthrich (Svájci Állami Műszaki Intézet (ETH), Zürich, Svájc és A Scripps Kutatóintézet, La Jolla, USA), „olyan magmágneses rezonancia-spektroszkópiai módszer kifejlesztéséért, amely lehetővé teszi az oldott biológiai makromolekulák háromdimenziós struktúrájának meghatározását” |
| Orvosi-fiziológiai | Sydney Brenner, H. Robert Horvitz és John E. Sulston, „a szervek fejlődésének genetikai szabályozása és a programozott sejthalál vizsgálatáért” (fonálférgeken – Caenorhabditis elegans) |
| Irodalmi           | Kertész Imre magyar író, „egy írói munkásságért, amely az egyén sérülékeny tapasztalatának szószólója a történelem barbár önkényével szemben” |
| Béke               | Jimmy Carter, az Amerikai Egyesült Államok 39. elnöke, „a nemzetközi konfliktusok békés megoldását célzó, a demokrácia és az emberi jogok előmozdítását szolgáló több évtizedes erőfeszítéseinek elismeréseként” |
| Közgazdasági       | Daniel Kahneman (Princeton Egyetem, USA) és Vernon L. Smith (George Mason Egyetem, USA), mindketten a közgazdaságtan lélektani és kísérleti kutatási eredményeinek a döntéshozatalban, és az alternatív piaci mechanizmusokban játszott szerepének feltárásáért |